# Bór (rejon złoczowski)
Bór (ukr. Бір) – wieś na Ukrainie w rejonie złoczowskim obwodu lwowskiego.